# Тячівський район (1953—2020)
Тя́чівський райо́н — колишня адміністративно-територіальна одиниця у південно-східній частині Закарпатської області України. Населення становить 174 284 особи (на 1.08.2013). Площа — 1818 км². Районний центр місто Тячів. Утворено 1953 року.

## Загальні відомості
За площею є другим найбільшим районом в області, поступившись тільки Рахівському району. Протяжність його з півдня на північ 100 км, а зі сходу на захід 40 км, площа 1,8 тис. км², що становить 14 % території області. До складу району входять 37 місцевих рад — міська, 5 селищних, 31 сільська. На їх території розташовані 62 населені пункти, з них 18 мають статус гірських. Районний центр — м. Тячів.
За кількістю населення, де мешкає понад 176 тисяч осіб, район найбільший не лише на Закарпатті, а й в Україні в цілому серед сільських районів. На Тячівщині проживають представники 27 національностей. Більш компактно — румуни (19,3 тис. осіб, тобто 10,6 %), угорці (6,2 тис. осіб 3,4 %) та німці. Українці становлять 137211 осіб.
У районі 43000 га с/г земель, 11100 га садів, 115000 га лісів. Кліматичні і рельєфні умови в південних і північних частинах району істотно відрізняються. Умовно поділяються на три зони: низину, передгірську і гірську. Різниця у висоті над рівнем моря південних і північних населених пунктів становить більше 300 метрів, найвищою точкою є г. Братківська (1788 м).

## Історія
Тячівський район, як територіальна одиниця, створений у 1953 році.
25 травня 2014 року відбулися Президентські вибори України. У межах Тячівського району були створені 74 виборчі дільниці. Явка на виборах складала — 35,33 % (проголосували 43 941 із 124 357 виборців). Найбільшу кількість голосів отримав Петро Порошенко — 65,86 % (28 941 виборців); Юлія Тимошенко — 11,08 % (4 867 виборців), Олег Ляшко — 7,19 % (3 158 виборців), Сергій Тігіпко — 4,50 % (1 978 виборців), Анатолій Гриценко — 2,05 % (900 виборців). Решта кандидатів набрали меншу кількість голосів. Кількість недійсних або зіпсованих бюлетенів — 1,84 %.
Ліквідований відповідно до постанови Верховної Ради України від 17 липня 2020 року «Про утворення та ліквідацію районів».

## Адміністративний устрій
Адміністративно-територіально район поділявся на 1 міську раду, 5 селищних рад і 31 сільська рада, які об'єднують 62 населені пункти та підпорядковані Тячівській районній раді. Адміністративний центр — місто Тячів.

## Населення
Тячівський район за чисельністю населення (175 тис. осіб) посідає друге місце серед районів України, після Харківського району. На території району мешкає кожен сьомий житель Закарпатської області.
Динаміка населення Тячівського району:
- 1959 — 102 689
- 1970 — 132 082
- 1979 — 147 429
- 1989 — 164 968
- 2001 — 172 389
- 2014 — 174 523

Розподіл населення за віком та статтю (2001):
| Стать | Всього | До 15 років | 15-24  | 25-44  | 45-64  | 65-85  | Понад 85 |
| --- | ------ | ----------- | ------ | ------ | ------ | ------ | -------- |
| Чоловіки | 84 655 | 20 333      | 15 256 | 26 265 | 16 024 | 6571   | 206      |
| Жінки | 87 191 | 19 048      | 14 370 | 25 051 | 17 958 | 10 341 | 423      |
| \| Статево-вікова піраміда \| Статево-вікова піраміда \| Статево-вікова піраміда \| \| ----------------------- \| ----------------------- \| ----------------------- \| \| Чоловіки \| Вік \| Жінки \| \| 206 \| 85 + \| 423 \| \| 435 \| 80-84 \| 779 \| \| 1229 \| 75-79 \| 2244 \| \| 2236 \| 70-74 \| 3384 \| \| 2671 \| 65-69 \| 3934 \| \| 3289 \| 60-64 \| 4244 \| \| 3096 \| 55-59 \| 3651 \| \| 4489 \| 50-54 \| 4756 \| \| 5150 \| 45-49 \| 5307 \| \| 6328 \| 40-44 \| 6358 \| \| 6136 \| 35-39 \| 6080 \| \| 6514 \| 30-34 \| 6058 \| \| 7287 \| 25-29 \| 6555 \| \| 7322 \| 20-24 \| 6871 \| \| 7934 \| 15-20 \| 7499 \| \| 7814 \| 10-14 \| 7331 \| \| 6894 \| 5-9 \| 6525 \| \| 5625 \| 0-4 \| 5192 \| |        |             |        |        |        |        |          |
| Статево-вікова піраміда |        |             |        |        |        |        |          |
| Чоловіки | Вік    | Жінки       |        |        |        |        |          |
| 206 | 85 +   | 423         |        |        |        |        |          |
| 435 | 80-84  | 779         |        |        |        |        |          |
| 1229 | 75-79  | 2244        |        |        |        |        |          |
| 2236 | 70-74  | 3384        |        |        |        |        |          |
| 2671 | 65-69  | 3934        |        |        |        |        |          |
| 3289 | 60-64  | 4244        |        |        |        |        |          |
| 3096 | 55-59  | 3651        |        |        |        |        |          |
| 4489 | 50-54  | 4756        |        |        |        |        |          |
| 5150 | 45-49  | 5307        |        |        |        |        |          |
| 6328 | 40-44  | 6358        |        |        |        |        |          |
| 6136 | 35-39  | 6080        |        |        |        |        |          |
| 6514 | 30-34  | 6058        |        |        |        |        |          |
| 7287 | 25-29  | 6555        |        |        |        |        |          |
| 7322 | 20-24  | 6871        |        |        |        |        |          |
| 7934 | 15-20  | 7499        |        |        |        |        |          |
| 7814 | 10-14  | 7331        |        |        |        |        |          |
| 6894 | 5-9    | 6525        |        |        |        |        |          |
| 5625 | 0-4    | 5192        |        |        |        |        |          |

Національний склад населення району за переписом 2001 року
| національність | чисельність | частка |
| -------------- | ----------- | ------ |
| українці       | 142978      | 83,2 % |
| румуни         | 21298       | 12,4 % |
| угорці         | 4991        | 2,9 %  |
| росіяни        | 1799        | 1,0 %  |
| німці          | 286         | 0,2 %  |
| білоруси       | 89          | 0,1 %  |
| цигани         | 45          | 0,0 %  |

Динаміка національного складу населення Тячівського району за даними переписів
|          | 1959   | 1989   | 2001   |
| -------- | ------ | ------ | ------ |
| українці | 83,7 % | 81,9 % | 83,2 % |
| румуни   | 9,1 %  | 11,7 % | 12,4 % |
| угорці   | 3,8 %  | 3,7 %  | 2,9 %  |
| росіяни  | 1,2 %  | 1,8 %  | 1,0 %  |
| німці    | 1,0 %  | 0,3 %  | 0,2 %  |

Етномовний склад населених пунктів району за переписом 2001 р. (рідна мова населення)
|                     | українська | румунська | угорська | російська |
| Тячівський район    | 83,5       | 12,4      | 2,8      | 1,1       |
| ------------------- | ---------- | --------- | -------- | --------- |
| м. Тячів            | 73,5       | 0,8       | 22,6     | 2,8       |
| с. Тячівка          | 99,1       | 0,1       | 0,3      | 0,6       |
| смт Буштино         | 93,8       | 0,1       | 3,6      | 2,2       |
| смт Дубове          | 98,1       | -         | 0,1      | 1,5       |
| с. Верхній дубовець | 99,9       | -         | -        | 0,1       |
| с. Нижній дубовець  | 98,4       | -         | -        | 1,6       |
| смт Солотвино       | 14,5       | 56,5      | 24,3     | 3,2       |
| смт Тересва         | 97,7       | 0,2       | 0,6      | 1,3       |
| смт Усть-чорна      | 93,3       | -         | 0,8      | 1,5       |
| с. Бедевля          | 99,0       | 0,1       | 0,1      | 0,8       |
| с. Глиняний         | 97,7       | 0,3       | -        | 2,0       |
| с. Дубрівка         | 99,8       | -         | -        | -         |
| с. Руня             | 99,6       | -         | -        | 0,3       |
| с. Біловарці        | 98,4       | -         | 0,1      | 1,4       |
| с. Велика уголька   | 100,0      | -         | -        | -         |
| с. Вонігово         | 98,9       | -         | 0,1      | 1,0       |
| с. Ганичі           | 98,4       | 0,2       | 0,0      | 1,2       |
| с. Солоне           | 98,3       | 0,5       | -        | 1,1       |
| с. Глибокий потік   | 0,8        | 98,4      | 0,1      | 0,3       |
| с. Грушово          | 97,2       | 1,4       | 0,1      | 1,2       |
| с. Діброва          | 1,6        | 97,6      | 0,0      | 0,4       |
| с. Пещера           | -          | 100,0     | -        | -         |
| с. Подішор          | 1,7        | 97,0      | -        | 0,6       |
| с. Добрянське       | 98,7       | -         | 0,1      | 1,1       |
| с. Дулово           | 99,6       | -         | -        | 0,4       |
| с. Калини           | 99,0       | 0,0       | -        | 0,9       |
| с. Колодне          | 99,7       | -         | -        | 0,3       |
| с. Красна           | 99,3       | -         | -        | 0,7       |
| с. Крива            | 99,5       | -         | 0,0      | 0,5       |
| с. Кричово          | 99,2       | -         | -        | 0,6       |
| с. Росош            | 99,7       | -         | -        | 0,3       |
| с. Лази             | 98,3       | 0,8       | 0,1      | 0,7       |
| с. Округла          | 96,9       | -         | 2,3      | 0,5       |
| с. Лопухів          | 99,6       | -         | -        | 0,4       |
| с. Нересниця        | 99,2       | -         | 0,2      | 0,5       |
| с. Підплеша         | 98,5       | 0,2       | -        | 1,2       |
| с. Новобарово       | 99,1       | -         | -        | 1,0       |
| с. Новоселиця       | 99,6       | 0,0       | -        | 0,3       |
| с. Тисалово         | 99,7       | -         | -        | 0,3       |
| с. Вільхівці        | 98,4       | 0,1       | 0,0      | 1,4       |
| с. Вільхівчик       | 99,6       | -         | -        | 0,4       |
| с. Сасово           | 99,5       | -         | -        | 0,5       |
| с. Вільхівці-лази   | 99,7       | -         | -        | 0,3       |
| с. Ракове           | 99,1       | -         | -        | 0,8       |
| с. Руська Мокра     | 99,3       | -         | -        | 0,4       |
| с. Німецька Мокра   | 99,6       | -         | -        | 0,2       |
| с. Руське Поле      | 98,6       | 0,0       | 0,2      | 1,1       |
| с. Тарасівка        | 99,8       | -         | -        | 0,2       |
| с. Теребля          | 99,8       | -         | -        | 0,2       |
| с. Терново          | 98,7       | 0,1       | -        | 1,2       |
| с. Вишоватий        | 99,8       | -         | -        | 0,2       |
| с. Петрушів         | 98,0       | 0,6       | -        | 0,9       |
| с. Топчино          | 0,5        | 99,1      | -        | 0,3       |
| с. Угля             | 99,6       | -         | -        | 0,4       |
| с. Бобове           | 99,0       | -         | -        | 1,0       |
| с. Груники          | 99,8       | -         | -        | 0,2       |
| с. Мала уголька     | 99,5       | -         | -        | 0,5       |
| с. Чумальово        | 99,0       | -         | -        | 0,9       |
| с. Рівне            | 99,5       | -         | -        | 0,5       |
| с. Широкий луг      | 99,8       | -         | -        | 0,3       |
| с. Пригідь          | 99,9       | -         | -        | 0,2       |
| с. Фонтиняси        | 99,9       | -         | -        | 0,2       |

## Економіка
За структурою економічного розвитку район аграрно-промисловий. Працює 22 промислові підприємства, з них 9 лісової і деревообробної галузі, 8 харчової, 6 машинобудування і металообробки, інші. Населення району обслуговує понад 1300 діючих об'єктів торгівлі, побуту, виробничих структур усіх форм власності. Відкрито 6 цехів з розливу мінеральної води, 3 з виробництва макаронів, 45 пекарень тощо. Створено і успішно працюють колективне, 9 сільськогосподарських виробничих, 84 селянських (фермерських) та близько 50 тисяч індивідуальних господарств.
Район багатий на мінеральні та геотермальні води. Понад 60 мінеральних джерел Тячівщини містять до 20 життєво необхідних для здоров'я людини мікроелементів. Особливо багаті металами високогірні джерела Усть-Чорної, Руської Мокрої, Великої Угольки, Тарасівки. Є джерела з вмістом дефіцитного в Закарпатті фтору (села Добрянське, Новоселиця) та йоду (Велика Уголька, Руська Мокра). Мінеральні води Тячівського району багаті на кремнієву кислоту. В селі Велика Уголька є закрита свердловина теплої мінеральної води, а в селі Теребля свердловина з геотермальною водою, де високий вміст кухонної солі. Тут представлені різні типи мінеральних вод, найцінніші з яких слабосульфідні Серноводського типу, вуглекислі хлоридні натрієві типу Наугейм та вуглекислі гідрокарбонатно-хлоридні Малкінського типу. У залізистих нарзанах Тарасівського родовища зафіксовано найвищий рівень заліза у Закарпатті — 60 мгл.
Важливе місце в природних багатствах Тячівщини займає мармур, запаси якого становлять близько 800 тисяч кубічних метрів. В селі Новоселиця проходить видобування рожевого мармуру. Мармурові кар'єри відкрито також в селах Кричово, Угля, Вільхівці-Лази, Ганичі.
У Ганичах виявлено значні запаси ліпаритових туфів, а в районі села Новоселиця запаси вапняку, що становлять понад 3 мільйони тонн.
У Солотвинському родовищі запаси солі складають близько 700 мільйонів тонн. Тереблянське родовище розроблялось в кінці XVIII та на початку XX століть. Зараз воно на консервації.

## Освіта
Освіта району представлена 76 державними загальноосвітніми школами, Солотвинською допоміжною школою та Буштинською гімназією інтернатами, з 2000 року в м. Тячів діє угорськомовний, а в смт Солотвино спеціалізований клас румуномовного ліцею. Молодь, яка вступає в життя, першу професію може здобути в 4 міжшкільних навчально-виробничих комбінатах та Усть-Чорнянській міжшкільній навчально-виробничій майстерні, Тячівському професійно-технічному училищі № 14. Середню спеціальну освіту надає Закарпатський машинобудівний технікум (смт Дубове). 3 школи мистецтв — в м. Тячів та селах Угля, Ганичі, 5 музичних шкіл — в селищах Буштино, Дубове, Тересва, Солотвино, селі Нижня Апша, 83 клубно-бібліотечні заклади.

## Охорона здоров'я
Медичною допомогою населення забезпечують районна, сім дільничних лікарень, міська та 15 сільських лікарських амбулаторій, 46 фельдшерсько-акушерських пунктів, 2 здоровпункти, тубдиспансер. Потужність медичних закладів 2635 лікарських відвідувань в зміну і 965 стаціонарних ліжок.
Мінеральні води родовищ курорту, ропа і палагові грязі солених озер, які за фізико-хімічними властивостями близькі до лікувальних факторів Мертвого моря, використовуються для лікування захворювань верхніх і нижніх дихальних шляхів, органів опори та руху, неврологічних, судинних, гінекологічних, шкіри. В Солотвині функціонують Українська та обласна алергологічні лікарні, Усть-Чорній — лікувально-оздоровчий комплекс «Ялинка», Буштині лікувально-оздоровчий комплекс «Тиса», Лазах санаторій «Чорна вода», Тереблі санаторій «Теребля» та база відпочинку «Едем», зони відпочинку у с. В.Лази та Велика Уголька.
З 1968 року тут почато лікування бронхіальної астми методом спелеотерапії з використанням мікроклімату соляних шахт. В Солотвині на території курорту розташовані санаторій «Мінерал», республіканська та обласна алергологічні лікарні.

## Пам'ятки архітектури
Пам'ятками архітектури є дерев'яні церкви: Миколаївська XVI століття в селі Колодному, Миколаївська в селі Діброва та Михайлівська в селі Нересниця (XVIII століття).